# Online kérdőív
Az online kérdőív egy olyan kutatási módszer, írásbeli kikérdezés, amely a számítógép és az internet segítségével teszi lehetővé például ismeretek, attitűdök, vélemények, nézetek, motívumok, szokások, tapasztalatok vizsgálatát. A létrehozás és a kiértékelés is a számítógép segítségével történik.

## Általános információk
Az internet-alapú online tesztelés esetében a felmért személyek elvileg bárhol lehetnek, a kérdések, tesztek, feladatok egy központi szerverről érkeznek, és a megoldások ugyanoda jutnak vissza. Fontos alapkövetelmény, hogy a felmért személyek (közel) azonos számítógépeket használjanak.  A tesztek megoldása történhet erre a célra készített célszoftver (kliens program) vagy egy általános célú böngésző segítségével. Az online készített kérdőívek kritikus pontja a felhasználó és a szerver közötti adatforgalom sebessége, vagyis a másik alapkövetelmény a gyors internetkapcsolat.

## Funkciók
Különböző esetekben használhatjuk az online kérdőíveket. Van egyrészt egy diagnosztizáló funkciója, mely az előzetes helyzetfeltárásra, igények felmérésére vonatkozik. Felmérhetünk folyamat közbeni állapotot is, ebben az esetben a funkció a fejlesztés és formálás (ilyen például a személyiségteszt is). A harmadik fázisban, egy folyamat végén való értékelésre, visszajelzésre és összegzésre is használhatjuk, például egy elégedettségvizsgálat keretében.

## Csoportosítások
Osztályozhatjuk őket egyrészt a jelentőségük szerint. Egy iskolai önértékelő lapnak például kicsi a jelentősége, de például egy záróvizsga már nagy jelentőséggel bír. Ezen kívül gyakoriság, vagy részletesség szerint is csoportba sorolhatjuk őket. Egy folyamat lezárásaként, összegző, szummatív célzatú kérdőívek alkalmakat tekintve ritkábban fordulnak elő, míg a segítő-formáló, diagnosztikus, értékelő célzattal készült kérdőíveket gyakrabban alkalmazzák, mert ezzel mérhető fel például az aktuálisan tanult tudáselemek elsajátítottsága, melynek értékelése folyamatosan támogatja az egyén fejlődését.

## Előnyök
- Költséghatékonyság – a számtalan rendelkezésre álló, ingyenes és relatíve egyszerűen kezelhető online alkalmazások segítségével hozható létre sokféle típusban (kvíz, képességteszt, stb.)
- Könnyen elérhető, internet és megfelelő eszköz szükséges hozzá (ez utóbbi lehet pl. laptop, számítógép, okostelefon, táblagép).
- Egyszerre többen is tölthetik az űrlapokat.
- Csupán egy megosztó link segítségével bárhová eljuttathatjuk.
- Nagy mintaszám esetén könnyebbé válik az eredmények összegzése, elemzése, értékelése.
- A létrehozástól a terjesztésen át az elemzésig minden szegmensében gyorsabb a folyamat.
- Multimédiás elemek beültetése, használata is lehetővé válik.
- A kitöltő azonnal láthatja a teszten elért eredményét.[2][3]

## Hátrányok
- Sok esetben nem reprezentatív  (pl. a szociokulturális háttér és a számítógép-birtoklás összefüggései).
- Nehezebb kiszűrni az ún. „nemválaszokat” (komolytalanság, félreértés, őszinteség hiánya).
- Nehezebbé válik a kifejtős, hosszabb válaszok értékelése.
- A kitöltés feltételeinek, körülményeinek kezelése, kontrollálása is kevésbé lehetséges (pl. életkori sajátosságok, személyiségjogok).
- Számolni kell a technikai tényezőkkel, mint például az internetkapcsolat hiánya, vagy áramkimaradás.
- Egyes eszközökről, például okostelefonról nem mindegyik alkalmazással lehet szerkeszteni, kitölteni.[2][3]